# Joachim Bernhard von Prittwitz

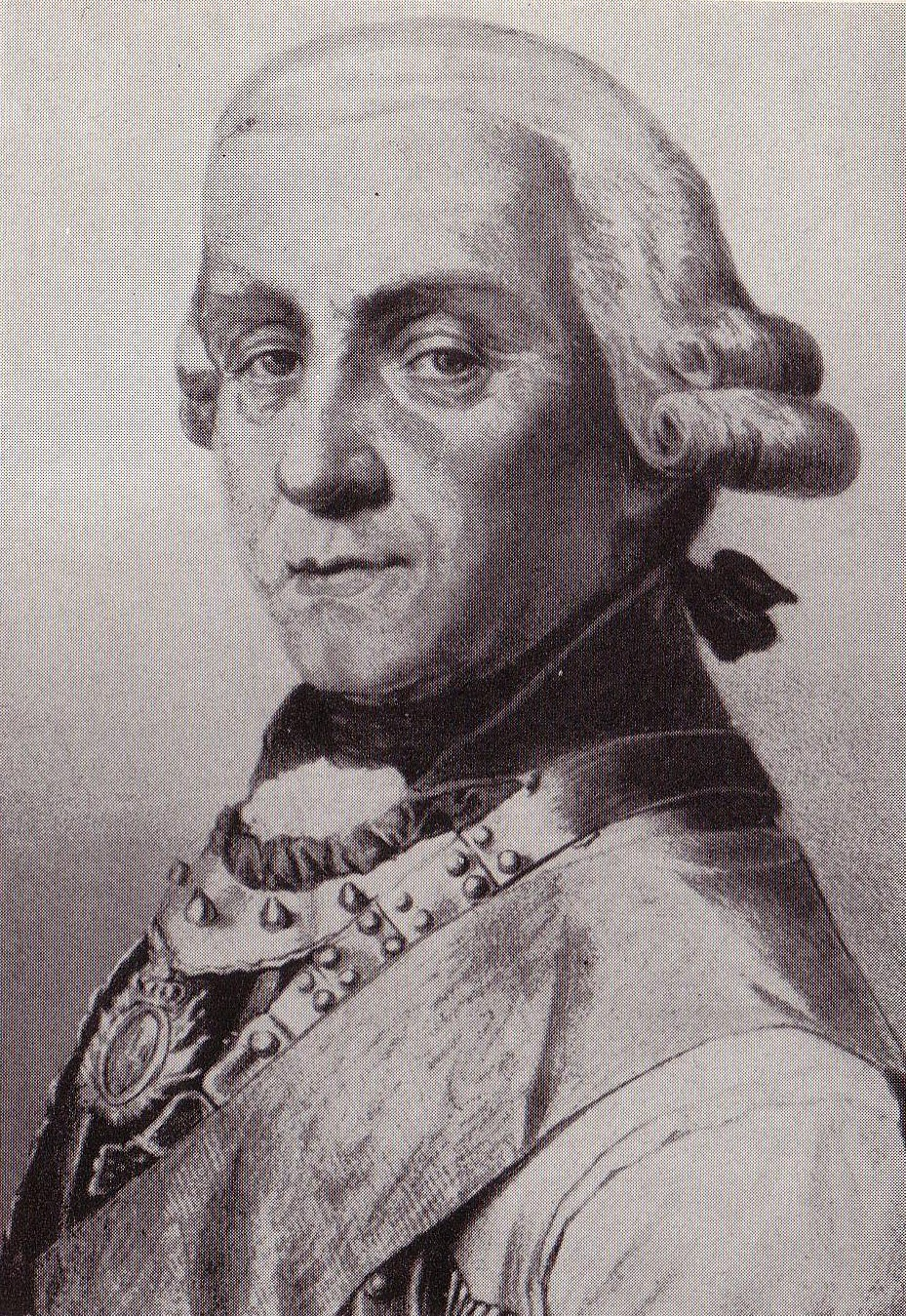
Joachim Bernhard von Prittwitz.

Joachim Bernhard von Prittwitz und Gaffron, född den 3 februari 1726 i Schlesien, död den 4 juni 1793 i Berlin, var en tysk militär.
Prittwitz var preussisk kavallerigeneral och tog ärofull andel i Fredrik II:s krig.